# U-600
| U-600                      | U-600                                                          | U-600                                                          |
| -------------------------- | -------------------------------------------------------------- | -------------------------------------------------------------- |
|                            |                                                                |                                                                |
|                            |                                                                |                                                                |
|                            |                                                                |                                                                |
| Під прапором               | Третій рейх                                                    | Третій рейх                                                    |
| Спуск на воду              | 16 жовтня 1941 року                                            | 16 жовтня 1941 року                                            |
| Виведений зі складу флоту  | 25 листопада 1943 року                                         | 25 листопада 1943 року                                         |
| Сучасний статус            | затоплений                                                     | затоплений                                                     |
| Проєкт                     |                                                                |                                                                |
| Тип ПЧ                     | Торпедний ДПЧ                                                  | Торпедний ДПЧ                                                  |
| Основні характеристики     |                                                                |                                                                |
| Швидкість (надводна)       | 17,7 вузлів                                                    | 17,7 вузлів                                                    |
| Швидкість (підводна)       | 7,6 вузлів                                                     | 7,6 вузлів                                                     |
| Робоча глибина занурення   | 100 м                                                          | 100 м                                                          |
| Гранична глибина занурення | 220 м                                                          | 220 м                                                          |
| Екіпаж                     | 44 осіб                                                        | 44 осіб                                                        |
| Розміри                    |                                                                |                                                                |
| Довжина найбільша (по КВЛ) | 67,1 м                                                         | 67,1 м                                                         |
| Ширина корпусу найб.       | 6,2 м                                                          | 6,2 м                                                          |
| Висота                     | 9,6 м                                                          | 9,6 м                                                          |
| Середня осадка (по КВЛ)    | 4,70 м                                                         | 4,70 м                                                         |
| Водотоннажність надводна   | 769 т                                                          | 769 т                                                          |
| Озброєння                  |                                                                |                                                                |
| Артилерія                  | одна палубна гармата калібру 88-мм, одна 20-мм зенітна гармата | одна палубна гармата калібру 88-мм, одна 20-мм зенітна гармата |
| Торпедно- мінне озброєння  | 4 носових і один кормовий ТА. 14 торпед або 26 мін             | 4 носових і один кормовий ТА. 14 торпед або 26 мін             |

U-600 — німецький підводний човен типу VIIC, часів Другої світової війни.
Замовлення на будівництво човна було віддане 22 травня 1940 року. Човен був закладений на верфі суднобудівної компанії «Blohm + Voss» у Гамбурзі 25 січня 1941 року під будівельним номером 576, спущений на воду 16 жовтня 1941 року, 11 грудня 1941 року увійшов до складу 5-ї флотилії. Також за час служби перебував у складі 3-ї флотилії. Єдиним командиром човна був корветтен-капітан Бернгард Цурмюлен.
Човен зробив 6 бойових походів, в яких потопив 5 (загальна водотонажність 28 600 брт) та пошкодив 3 (загальна водотонажність 19 230 брт) судна.
Потоплений 25 листопада 1943 року в Північній Атлантиці північно-східніше Азорських островів (40°31′ пн. ш. 22°07′ зх. д. / 40.517° пн. ш. 22.117° зх. д.) глибинними бомбами британських фрегатів «Базлі» та «Блеквуд» при спробі атакувати конвой SL 140/MKS 31. Всі 54 члени екіпажу загинули.

## Потоплені та пошкоджені кораблі[3]
| Назва             | Тип                | Належність      | Дата            | Тоннаж (БРТ) | Вантаж                                                                                 | Статус     | Місце                                                       |
| Vivian P. Smith   | риболовне судно    | Велика Британія | 10 серпня 1942  | 130          | 206 т солі                                                                             | потоплено  | 21°50′ пн. ш. 68°40′ зх. д. / 21.833° пн. ш. 68.667° зх. д. |
| Delmundo          | суховантажне судно | США             | 13 серпня 1942  | 5 032        | 5 437 т генеральних вантажів                                                           | потоплено  | 19°55′ пн. ш. 73°49′ зх. д. / 19.917° пн. ш. 73.817° зх. д. |
| Everelza          | суховантажне судно | Латвія          | 13 серпня 1942  | 4 520        | Марганцева руда                                                                        | потоплено  | 19°55′ пн. ш. 73°49′ зх. д. / 19.917° пн. ш. 73.817° зх. д. |
| James McKay       | суховантажне судно | США             | 8 грудня 1942   | 6 762        | 12 790 т генеральних вантажів                                                          | потоплено  | 57°50′ пн. ш. 23°10′ зх. д. / 57.833° пн. ш. 23.167° зх. д. |
| Ingria            | суховантажне судно | Норвегія        | 24 лютого 1943  | 4 391        | Баласт                                                                                 | пошкоджено | 45°12′ пн. ш. 39°17′ зх. д. / 45.200° пн. ш. 39.283° зх. д. |
| Irenee Du Pont    | суховантажне судно | США             | 17 березня 1943 | 6 125        | 5 800 т генеральних вантажів, 3 200 т нафти та 11 середніх бомбардувальників на палубі | пошкоджено | 50°36′ пн. ш. 34°30′ зх. д. / 50.600° пн. ш. 34.500° зх. д. |
| Nariva            | суховантажне судно | Велика Британія | 17 березня 1943 | 8 714        | 5 600 т морожених продуктів                                                            | пошкоджено | 50°34′ пн. ш. 35°02′ зх. д. / 50.567° пн. ш. 35.033° зх. д. |
| Southern Princess | китобійна фабрика  | Велика Британія | 17 березня 1943 | 12 156       | 10 053 т важкої нафти та 463 т локомотивів та десантних катерів                        | потоплено  | 50°36′ пн. ш. 34°30′ зх. д. / 50.600° пн. ш. 34.500° зх. д. |